# فلونة والشناكل (مسرحية)
فلونه والشناكل، مسرحية كويتية، عرضت على مسرح سينما غرناطه وهي من تأليف وإخراج عبد الناصر الزاير وإنتاج مسرح السلام. من بطولة داوود حسين وعبد العزيز المسلم.